# Rose Royce

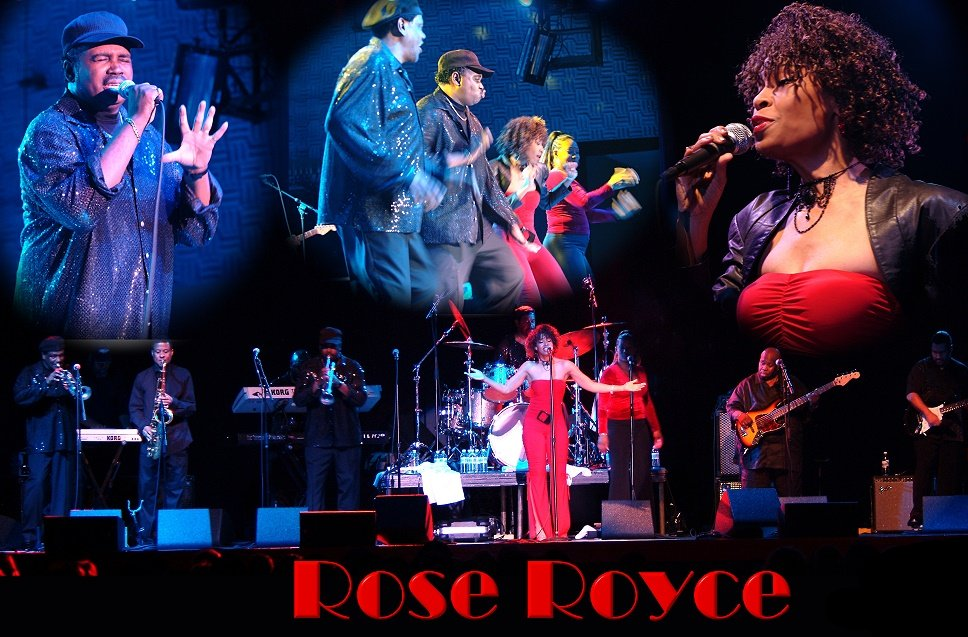
Rose Royce in 2005

Rose Royce was een negenkoppige Amerikaanse R&B-groep uit Los Angeles, Californië. De groep is vooral bekend van de hits Car wash en R.R. Express.

## Biografie
Op de middelbare school richtten in 1973 trompettist Kenny Copeland en drummer Henry Garner de band Total Concept Unlimited op. Aangevuld met tweede trompettist Freddie Dunn en saxofonist Michael Moore doet de groep succesvol auditie voor de begeleidingsband van Edwin Starr. Later wordt de groep uitgebreid met gitarist Kenji Brown, bassist Lequeint "Duke" Jobe, toetsenist Victor Nix en percussionist Terral Santiel en wordt de groepsnaam veranderd in Magic Wand. Door hun werk als begeleidingsband van Edwin Starr komt producer Norman Whitfield, die destijds verbonden was aan Motown, met de groep in aanraking. Whitfield vraagt de groep studiowerk te doen en de begeleiding van onder anderen The Undisputed Truth en The Temptations te verzorgen. Toen Whitfield naar een andere platenmaatschappij ging, ging de groep met hem mee.
In 1976 kreeg Whitfield de vraag om de soundtrack voor de komische film Car Wash te produceren. Hij was al bezig met het debuutalbum voor Rose Royce, zoals de groep aangevuld met zangeres Gwen Dickey inmiddels heette, en besloot dat materiaal te gebruiken voor de soundtrack. Dit leverde Rose Royce een nummer 1-hit op in de Billboard Hot 100 met het titelnummer Car Wash. In Nederland en Vlaanderen werd het een top 10-hit. In de Verenigde Staten leverde de soundtrack van Car Wash ook nog de hits I wanna get next to you en Do you dance (part 1) op.
Met Gwen Dickey, nu optredend onder de naam Rose Norwalt, nam de groep in 1977 het album Rose Royce II: In full bloom op. Hoewel ze in hun eigen land met die LP lang niet zo succesvol waren als met Car wash, ging het succes in Europa gewoon door. De grootste hit van dat album was Wishing on a Star dat in het Verenigd Koninkrijk tot #3 in de hitlijst kwam. Op datzelfde album stond ook het liedje Ooh boy dat in 1990 door Candyman gesampled werd in zijn nummer Knockin' boots.
Ook Rose Royce III: Strikes again, het derde album van Rose Royce leverde weer een grote hit voor de groep op. Love Don't Live Here Anymore bleef in Amerika op #32 steken, maar deed het in Europa weer veel beter, met een nummer 2-hit in Engeland als hoogtepunt. Het nummer werd net als Car wash en Wishing on a star later door een aantal bekende artiest gecoverd, waaronder door Madonna. De laatstgenoemden werden gecoverd door onder anderen Christina Aguilera en Beyoncé. Na dit album stopte het grote succes voor Rose Royce echter. Het vierde album Rainbow connection leverde slechts een klein commercieel succesje op met de single Is it love you're after. 
In 1979 verliet Gwen Dickey de groep. Ze werd vervangen door Richie Benson waarmee in 1980 het album 'Golden Touch' werd opgenomen, ondanks de wisseling van het typerende stemgeluid van Dickey naar Benson kon men met de falsetto Kenny Copeland nog een herkenbaar geluid behouden, het album leverde echter geen hits (ondanks enkele stevige funk-tunes als 'Funkin'around' en 'You're a winner'). Ook Kenji Brown, Terral Santiel en Victor Nix verlieten de groep en werden vervangen door de gitaristen Walter McKinney en Wah Wah Watson en de toetsenist Michael Nash. In deze samenstelling werd in 1981 het album Jumpstreet opgenomen. Hoewel dat album in de rest van de wereld vrijwel onopgemerkt bleef, leverde de single R.R. Express zowel in Nederland als Vlaanderen opvallend genoeg de grootste hit voor de groep op. In de Nederlandse Top 40 haalde het nummer zelfs de derde plaats en in de BRT Top 30 de zesde. In 1982 bereikte de single Best Love nog een 12e plaats in Nederland. Hierna was het commercieel succes ook in de Benelux zo goed als afgelopen.
Gedurende de jaren 80 werden nog enkele albums opgenomen, waarbij de samenstelling van groep steeds veranderde. In Engeland werd het nummer Car wash nog twee keer een hit. In 1988 werd het nummer opnieuw uitgegeven met het nummer Is it love you're after als dubbele A-kant en in 1998 verscheen Car wash '98, een remix van het nummer. In hetzelfde jaar had de oorspronkelijke zangeres Gwen Dickey na 16½ jaar weer een hit in de Nederlandse Top 40, toen ze met Flying, een duet met de Nederlandse groep Roméo, op #33 kwam. Tegenwoordig bestaat de groep Rose Royce nog steeds in een afslanking van de samenstelling van begin jaren tachtig. De huidige leden zijn Richie Benson, Kenny Copeland, Freddie Dunn, Michael Moore, Henry Garner en Walter McKinney.

## Bezetting
De voornaamste leden van Rose Royce waren:
- Kenny Copeland
- Freddie Dunn
- Michael Moore
- Lequeint "Duke" Jobe
- Henry Garner
- Kenji Brown (tot 1981)
- Victor Nix (tot 1981)
- Terral Santiel (tot 1981)
- Gwen Dickey (1976-1977, 1978-1980) alias Rose Norwalt (1977-1978)
- Richie Benson (vanaf 1980)
- Walter McKinney (vanaf 1981)
- Wah Wah Watson (vanaf 1981)
- Michael Nash (vanaf 1981)

## Discografie

### Albums
| Album met eventuele hitnotering(en) in de Nederlandse Album Top 100 | Datum van verschijnen | Datum van binnenkomst | Hoogste positie | Aantal weken | Opmerkingen |
| ------------------------------------------------------------------- | --------------------- | --------------------- | --------------- | ------------ | ----------- |
| In full bloom (Rose Royce II)                                       |                       | 1977                  | -               | -            |             |
| Strikes again (Rose Royce III)                                      |                       | 25-11-1978            | 24              | 9            |             |
| Golden Touch                                                        |                       | 1980                  | -               | -            |             |
| Jumpstreet                                                          |                       | 24-10-1981            | 17              | 9            |             |
| Stronger than ever                                                  |                       | 22-5-1982             | 18              | 10           |             |

### Singles
| Single met eventuele hitnotering(en) in de Nederlandse Top 40 | Datum van verschijnen | Datum van binnenkomst | Hoogste positie | Aantal weken | Opmerkingen |
| ------------------------------------------------------------- | --------------------- | --------------------- | --------------- | ------------ | ----------- |
| Car Wash                                                      |                       | 19-2-1977             | 4               | 8            |             |
| Do You Dance                                                  |                       | 22-10-1977            | tip             |              |             |
| Wishing on a Star                                             |                       | 27-5-1978             | 14              | 8            |             |
| Love Don't Live Here Anymore                                  |                       | 11-11-1978            | 10              | 7            | Alarmschijf |
| Is It Love You're After                                       |                       | 15-12-1979            | 35              | 4            |             |
| R.R. Express                                                  |                       | 24-10-1981            | 3               | 10           |             |
| Best Love                                                     |                       | 8-5-1982              | 12              | 7            |             |
| Love Me Right Now                                             |                       | 11-5-1985             | tip             |              |             |

| Single met hitnotering(en) in de Vlaamse Ultratop 50 | Datum van verschijnen | Datum van binnenkomst | Hoogste positie | Aantal weken | Opmerkingen |
| ---------------------------------------------------- | --------------------- | --------------------- | --------------- | ------------ | ----------- |
| Car Wash                                             |                       | 1977                  | 9               |              |             |
| Wishing on a Star                                    |                       | 1978                  | 14              |              |             |
| Love Don't Live Here Anymore                         |                       | 1978                  | 18              |              |             |
| Is It Love You're After                              |                       | 15-12-1979            | 23              |              |             |
| R.R. Express                                         |                       | 1981                  | 6               |              |             |
| Best Love                                            |                       | 1982                  | 13              |              |             |

### NPO Radio 2 Top 2000
| Nummers met noteringen in de NPO Radio 2 Top 2000 | '99  | '00  | '01  | '02  | '03 | '04  |
| ------------------------------------------------- | ---- | ---- | ---- | ---- | --- | ---- |
| Car Wash                                          | 1688 | 1590 | 1983 | 1823 | -   | 1862 |
| Love Don't Live Here Anymore                      | 1494 | -    | 1981 | 1886 | -   | -    |
| Wishing on a Star                                 | 1546 | -    | 1931 | -    | -   | -    |

1. ↑  Een '-' betekent dat het nummer niet was genoteerd en een vetgedrukt getal geeft de hoogste notering van een nummer aan.
2. ↑  Deze tabel is bijgewerkt tot en met de laatste editie (2024).